# Liste von Musiklabels/B

## B
| Name Musiklabel                          | Land                                          | Sitz                   | Gründer | Jahr-Von            | Jahr-Bis            | Labelcode | Website | Mutterlabel                              | Details |
| ---------------------------------------- | --------------------------------------------- | ---------------------- | --- | ------------------- | ------------------- | --------- | ------- | ---------------------------------------- | --- |
| B12                                      | Vereinigtes Königreich                        | London                 | Mike Golding und Steve Rutter | 1990                |                     |           | Weblink |                                          | |
| B.A. Records                             | Deutschland                                   | Hamburg                | Marcus Wiebusch | 1996                | 2000                | LC 10055  |         |                                          | |
| Babel Label                              | Vereinigtes Königreich                        | London                 | Oliver Weindling | 1994                |                     |           | Weblink |                                          | |
| Baby Records                             | Italien                                       | Mailand                | Frederick Naggiar | 1974                | 1994                | LC 4554   |         |                                          | Ab 1994 Baby Records International |
| Babygrande Records                       | Vereinigte Staaten                            | New York City          | Chuck Wilson | 2001                |                     | LC 26899  | Website | Babygrande Records, Inc.                 | |
| Back Beat Records                        | Vereinigte Staaten                            | Houston                | Don Robey | 1957                | 1973                |           |         | Duke Records                             | Erworben von ABC Records |
| Backporch Revolution                     | Vereinigte Staaten                            | New Orleans            | |                     |                     |           | Website |                                          | |
| Bad Boy Entertainment                    | Vereinigte Staaten                            | New York City          | Sean Combs | 1993                |                     |           | Website | Epic                                     | |
| Bad Boy Records                          | Vereinigte Staaten                            | New York City          | Sean Combs | 1993                |                     |           | Website | Bad Boy Entertainment                    | |
| Bad Taste Records (= Smekkleysa)         | Island                                        | Reykjavik              | Ásmundur Jónsson, Einar Örn Benediktsson, Bragi Ólafsson, Friðrik Erlingsson, Þór Eldon, Ólafur Engilberts, Sigtryggur Baldursson, Björk Guðmundsdóttir | 1986                |                     | LC 73760  | Website |                                          | |
| Bad Taste Records                        | Schweden                                      | Lund                   | Björn Barnekow, Ola Ekström und Robert Larsson | 1992                |                     | LC 53186  | Website |                                          | |
| Badorb.com                               | Vereinigtes Königreich                        |                        | Alex Paterson | 2002                |                     |           | Website |                                          | |
| Bakraufarfita Records                    | Deutschland                                   | Berlin                 | Bönx, Fö | 2004                |                     | LC 91280  | Website |                                          | |
| Balkanton                                | Bulgarien                                     | Sofia                  | | 1952                |                     | LC 27434  | Website |                                          | |
| Balkan Samba Records                     | Vereinigte Staaten                            | Evanston               | Howard Levy | 2004                |                     |           | Website |                                          | |
| Bally Records                            | Vereinigte Staaten                            | Chicago                | | 1955                | 1957                |           |         | Bally Manufacturing                      | |
| Bandworm Records                         | Deutschland                                   | Magdeburg              | | 1995                |                     | LC 11924  | Website |                                          | |
| Bang Records                             | Vereinigte Staaten                            | Atlanta                | Bert Berns, Ahmet Ertegun, Neshui Ertegun und Jerry Wexler                                                                                              | 1965                | 1982                | LC 16310  | Website | Sony Music Entertainment                 | |
| Banger Musik                             | Deutschland                                   | Düsseldorf             | Farid Bang, Ralph M. Jacobs Chris Bitter, Mohamed Elbouhlali                                                                                            | 2012                |                     | LC 95685  | Website | Banger Musik GmbH                        | |
| Banner Records                           | Vereinigte Staaten                            | New York City          | Plaza Music Company | 1922                | 1938                |           |         | Plaza Music Company                      | 1928 fusionierten Banner Records mit Pathé Records und Cameo Records zur American Record Corporation, kurz ARC Records |
| Banzai Records                           | Kanada                                        | Montreal               | Michel Meese | 1981                | 1987                | LC 31092  |         |                                          | |
| Bar/None Records                         | Vereinigte Staaten                            | Hoboken                | Tom Prendergast und Glenn Morrow | 1986                |                     | LC 49234  | Website |                                          | |
| Baratos Afins                            | Brasilien                                     | São Paulo              | Luiz Calanca | 1978                |                     |           | Website |                                          | |
| Barclay Records                          | Frankreich                                    | Paris                  | Nicole Barclay und Eddie Barclay | 1954                |                     | LC 00126  |         | PolyGram                                 | Wurde 1978 zum Sublabel von PolyGram |
| Barely Breaking Even                     | Vereinigtes Königreich                        | London                 | Pete Adarkwah, Ben Jolly | 1996                |                     |           | Website |                                          | |
| Barking Pumpkin Records                  | Vereinigte Staaten                            | Los Angeles            | Frank Zappa | 1981                |                     |           | Website |                                          | |
| Barnaby Records                          | Vereinigte Staaten                            |                        | Andy Williams | 1963                | Erloschen           |           | Website |                                          | |
| Barrelhouse Records                      | Vereinigte Staaten                            |                        | George Paulus | 1969                | Erloschen           |           | Website |                                          | |
| Barsuk Records                           | Vereinigte Staaten                            | Seattle                | Christopher Possanza und Josh Rosenfeld | 1994                |                     |           | Website |                                          | |
| BASF Records                             | Deutschland                                   | Mannheim               | BASF | 1971                | 1976                | LC 02685  |         | BASF                                     | |
| Basic Beat Recordings                    | Niederlande                                   | Rotterdam              | Ron Hofland | 1992                | 2007                | LC 80974  | Website |                                          | |
| Basic Channel                            | Deutschland                                   | Berlin                 | Moritz von Oswald und Mark Ernestus | 1990er Jahre        | 1995                | LC 01042  | Website |                                          | |
| Basic Replay                             | Deutschland                                   | Berlin                 | Moritz Von Oswald und Mark Ernestus |                     |                     | LC 12762  | Website | Basic Channel                            | |
| Basick Records                           | Vereinigtes Königreich                        | London                 | Nathan „Barley“ Phillips und Jake Smith | 2005                |                     | LC 63352  | Website |                                          | |
| Bassboxxx                                | Deutschland                                   | Berlin                 | Frauenarzt, MC Bogy und DJ Manny Marc | 1998                | 2003                |           | Website |                                          | |
| Bastardized Recordings                   | Deutschland                                   | Selters                | Marco Andree |                     |                     |           | Website |                                          | |
| Baton Records                            | Vereinigte Staaten                            | New York City          | Sol Rabinowitz | 1954                | 1959                |           | Website | Baton Records, Inc.                      | |
| Battl Victory Records                    | Vereinigte Staaten                            | Seattle                | Daniel 'Battl' Sejpka | 2015                |                     | LC 77690  | Website |                                          | ursprünglich gegründet in der Schweiz |
| Battle Cry Records                       | Deutschland                                   | Mühlacker              | Andreas Preisig | 2004                |                     |           | Website |                                          | |
| BBC Radio Collection                     | Vereinigtes Königreich                        | London                 | BBC Enterprises Ltd. | 1988                | 2013                |           |         | BBC                                      | |
| BBR Music Group                          | Vereinigte Staaten                            | Nashville              | Benny Brown | 1997                |                     |           | Website | BMG Rights Management                    | |
| BC Recordings                            | Vereinigtes Königreich                        | London                 | Jason Maldini, Darren White, Dan Stein, Kieran Smith und Michael Wojcicki                                                                               | 1998                |                     |           |         |                                          | |
| BCore Disc                               | Spanien                                       | Barcelona              | | 1990                |                     |           | Website |                                          | |
| Bear Family Records                      | Deutschland                                   | Holste-Oldendorf       | Richard Weize | 1975                |                     | LC 05197  | Website |                                          | |
| Bearsville Records                       | Vereinigte Staaten                            | Los Angeles            | Albert Grossman | 1970                | 1984                | LC 02217  |         | Bearsville Records, Inc.                 | |
| Beat Factory Music                       | Kanada                                        | Pickering              | Ivan Berry und Rupert Gayle | 1982                | Erloschen           |           |         |                                          | |
| Beatdown Hardwear                        | Deutschland                                   | Leipzig                | Toni Grunert | 2005                |                     |           | Website |                                          | |
| Beatservice Records                      | Norwegen                                      | Tromsø                 | Vidar Hanssen | 1994                |                     |           | Website |                                          | |
| BEC Recordings                           | Vereinigte Staaten                            | Seattle                | Brandon Ebel | 1997                |                     | LC 56803  | Website | Tooth & Nail Records                     | |
| Bedazzled Records                        | Vereinigte Staaten                            | Washington             | | 1989                | 2000                |           |         |                                          | |
| Bedrock Records                          | Vereinigtes Königreich                        | Hastings               | Nick Muir und John Digweed | 1999                |                     | LC 59348  | Website | Bedrock Music Ltd.                       | |
| Bedroom Community                        | Island                                        | Reykjavik              | Valgeir Sigurðsson | 2006                |                     | LC 84791  | Website |                                          | |
| Beggars Banquet Records                  | Vereinigtes Königreich                        | London                 | Martin Mills und Nick Austin | 1973                |                     | LC 05485  | Website | Beggars Group                            | |
| Beggars Group                            | Vereinigtes Königreich                        | London                 | Martin Mills |                     |                     |           | Website | Beggars Group Ltd.                       | |
| Beka                                     | Deutschland                                   | Berlin                 | Bumb & Koenig GmbH | 1905                | 1917                | LC 00561  |         | EMI Electrola GmbH                       | Das Label hieß ursprünglich Beka-Grand-Record; wurde 1917 komplett von der Carl Lindström AG übernommen |
| Bell Records (1920)                      | Vereinigte Staaten                            | Orange                 | Standard Music Roll Company of Orange | 1920                | 1928                |           |         | Standard Music Roll Company of Orange    | |
| Bell Records (1940)                      | Vereinigte Staaten                            | Honolulu               | Bill Fredlund | 1950er Jahre        | 1960er Jahre        |           |         |                                          | |
| Bell Records                             | Vereinigte Staaten und Vereinigtes Königreich | New York City          | Arthur Shimkin | 1952                | 1974                | LC 06724  |         | Columbia Pictures Industries             | |
| Bella Union                              | Vereinigtes Königreich                        | London                 | Robin Guthrie, Simon Raymonde | 1997                |                     | LC 13566  | Website |                                          | |
| Bellaccord Electro                       | Lettland                                      | Riga                   | Helmars Rudzitis | 1931                | 1950                |           |         |                                          | |
| Bellaphon Records                        | Deutschland                                   | Frankfurt              | Branko Zivanovic | 1963                |                     | LC 01421  | Website |                                          | |
| Bellmark Records                         | Vereinigte Staaten                            | Los Angeles            | Al Bell | Ende 1980er Jahre   |                     |           |         |                                          | |
| Below Par Records                        | Australien                                    | Darlinghurst           | Jai Al-Attas, Mark Catanzariti und Steven Chalker | 2000                |                     |           | Website |                                          | |
| Beltona Records                          | Vereinigtes Königreich                        | London                 | | 1923                |                     | LC 00131  |         | Universal Music Group                    | Das Label wurde 1935 an The Decca Record Company Limited verkauft |
| Beluga Heights Records                   | Vereinigte Staaten                            | Los Angeles            | J. R. Rotem | 2006                |                     | LC 36990  | Website |                                          | |
| Benbecula Records                        | Vereinigtes Königreich                        | Edinburgh              | Beluga, Phase 6, Steven McConnell | 1999                |                     | LC 13434  |         |                                          | |
| Benson Records                           | Vereinigte Staaten                            | Nashville              | Bob Benson und John T. Benson | 1902                | 2001                |           |         |                                          | |
| Berliner Gramophone                      | Vereinigte Staaten                            | Washington             | Emile Berliner | 1893                | 1900                |           | Website |                                          | |
| Berthold Records                         | Deutschland                                   | Bremen                 | Anton Berthold und Nicholas Bild | 2010                |                     |           | Website |                                          | |
| Beserkley Records                        | Vereinigte Staaten                            | Berkeley               | Matthew King Kaufman | 1973                | 1984                |           | Website |                                          | |
| Beta-lactam Ring Records                 | Vereinigte Staaten                            | Portland               | Chris McBeth | 2000                |                     |           | Website |                                          | |
| Bet-Car Records                          | Vereinigte Staaten                            |                        | Betty Carter | 1970                | 1987                |           |         | Verve Records                            | |
| Bethlehem Records                        | Vereinigte Staaten                            | New York City          | Gus Wildi | 1946                | Erloschen           | LC 00098  | Website | Verse Music Group LLC                    | Wurde von dem Schallplattenlabel King Records übernommen |
| Beton Kopf Media                         | Deutschland                                   | Landshut               | Rudy Ratzinger | 1994                |                     | LC 12581  | Website |                                          | |
| Better Looking Records                   | Vereinigte Staaten                            | Los Angeles            | Paul Fischer | 1999                |                     | LC 59473  | Website |                                          | |
| Better Noise Music                       | Vereinigte Staaten                            | New York City          | Allen Kovac | 2006                |                     | LC 51346  | Website | Better Noise Entertainment               | gegründet als Eleven Seven Music |
| Better Than Hell                         | Deutschland                                   | Rheinberg              | Betontod | 2010                |                     |           | Website |                                          | |
| Between the lines                        | Deutschland                                   | Köln                   | Deutsche Structured Finance | 1999                |                     | LC 10223  | Website | Deutsche Media Productions GmbH & Co. KG | |
| Beverina Productions                     | Deutschland                                   |                        | Juris Šilders | 1996                |                     |           | Website |                                          | |
| Beverley's Records                       | Jamaika                                       | Kingston               | Leslie Kong | 1961                | 1971                |           |         |                                          | |
| Beyond Records                           | Vereinigtes Königreich                        | Birmingham             | Mike Barnett | 1992                |                     | LC 00826  |         |                                          | |
| Beyond Records                           | Norwegen                                      | Bodø                   | | 2011                | 2014                |           | Website |                                          | |
| Beyond Therapy Records                   | Vereinigte Staaten                            | Orlando                | Ben V | 2010                | 2016                |           |         |                                          | |
| BG-Ton                                   | Deutschland                                   | Kronach                | Bernhard Geiger | 2020                |                     | LC 95805  | Website |                                          | |
| Bibletone Records                        | Vereinigte Staaten                            | New York City          | Arthur Becker | 1942                |                     |           | Website | National Recording Corporation           | |
| Biddulph Recordings                      | Vereinigtes Königreich                        | London                 | Peter Biddulph | 1989                |                     | LC 59485  | Website |                                          | |
| Bieler Bros. Records                     | Vereinigte Staaten                            | Pompano Beach          | Aaron Bieler und Jason Bieler | 2002                |                     | LC 81387  | Website |                                          | |
| Big Bear Records                         | Vereinigtes Königreich                        | Birmingham             | Jim Simpson | 1968                |                     |           | Website | Big Bear Music                           | |
| Big Beat Records                         | Vereinigtes Königreich                        | London                 | |                     |                     | LC 09797  | Website | Ace Records                              | |
| Big Beat Records (Atlantic subsidiary)   | Vereinigte Staaten                            | New York City          | Craig Kallman | 1987                |                     |           | Website | Warner Music Group                       | |
| Big Brother Recordings                   | Vereinigtes Königreich                        | London                 | Oasis | 2000                |                     | LC 18971  | Website | Big Brother Recordings Ltd.              | |
| Big Cat Records                          | Vereinigtes Königreich                        | London                 | Steven Abbot | 1988                | 2012                | LC 05661  |         | V2 Music Ltd.                            | |
| Big Dada Recordings                      | Vereinigtes Königreich                        | London                 | Will Ashon | 1997                |                     | LC 12887  | Website | Ninja Tune                               | |
| Big Hit Entertainment                    | Südkorea                                      | Seoul                  | Bang Si-hyuk | 2005                |                     |           | Website |                                          | umbenannt in Big Hit Music |
| Big Life                                 | Vereinigtes Königreich                        | London                 | Gordon „Jazz“ Summers und Tim Parry | 1987                |                     | LC 06816  | Website | Telstar                                  | |
| Big Machine Records                      | Vereinigte Staaten                            | Nashville              | Scott Borchetta | 2005                |                     |           | Website | Big Machine Label Group                  | |
| Big Neck Records                         | Vereinigte Staaten                            | Leesburg               | Bart Hart | 1995                |                     |           | Website |                                          | |
| Big Orange Clown Records                 | Vereinigte Staaten                            | Des Moines             | Shawn Crahan | 2005                |                     |           | Website |                                          | |
| Big Records                              | Australien                                    | Sydney                 | Paul Paoliello und Peter „Reggie“ Bowman | 1999                | 2003                | LC 80359  |         |                                          | |
| Big Rig Records                          | Vereinigte Staaten                            | Boston                 | The Mighty Mighty Bosstones | 1993                |                     |           | Website |                                          | |
| Big Rig Records                          | Australien                                    | Adelaide               | | 1999                |                     |           | Website |                                          | |
| Bigtop Records                           | Vereinigte Staaten                            | New York City          | Johnny Bienstock und Hill & Range Music | 1958                | 1966                | LC 34504  | Website | Bigtop Records, Inc.                     | |
| Big Tree Records                         | Vereinigte Staaten                            |                        | Doug Morris | 1970                | 1983                | LC 02175  | Website | Atlantic Records                         | |
| Big Vin Records                          | Vereinigte Staaten                            | Arlington              | Vinnie Paul Abbott | 2006                |                     | LC 37135  |         |                                          | |
| Big Wheel Recreation                     | Vereinigte Staaten                            | Boston                 | Rama Mayo | 1994                | 2004                |           |         |                                          | |
| Big 4 Hits                               | Vereinigte Staaten                            | Cincinnati             | Carl Burckhardt | 1952                | 1958                |           |         | Rite Record Productions                  | |
| Biltmore Records                         | Vereinigte Staaten                            | New York City          | | 1949                | 1951                |           | Website |                                          | |
| BI'N Music                               | Taiwan                                        | Taipei                 | Ason Chen | 2006                |                     |           | Website |                                          | |
| Bindrune Recordings                      | Vereinigte Staaten                            | Traverse City          | | 2000                |                     |           | Website |                                          | |
| Binge Records                            | Vereinigte Staaten                            | New York City          | Dennis Tyhacz und Luke McCartney | 2004                |                     |           |         |                                          | |
| Bingola Records                          | Vereinigte Staaten                            | Boston                 | | 1927                | 1928                |           |         | Bing-Wolf Corporation                    | |
| Biograph Records                         | Vereinigte Staaten                            | Sommerville            | Arnold S. Caplin | 1967                | 2002                |           | Website | Biograph Records, Inc.                   | 2002 verkauft an Shout! Factory |
| Birdman Records                          | Vereinigte Staaten                            | San Francisco          | David Katznelson | 2000                |                     | LC 75145  | Website | Birdman Recording Group                  | |
| Bis Music                                | Kuba                                          |                        | Darcy Fernández und Ela Ramos | 1996                |                     |           | Website | Artex                                    | |
| BIS Records                              | Schweden                                      | Åkersberga             | Robert von Bahr | 1973                |                     | LC 52995  | Website |                                          | Wurde 1973 von Robert von Bahr als „Grammofon AB BIS“ gegründet |
| Biscoito Fino                            | Brasilien                                     | Rio de Janeiro         | Olivia Hime |                     |                     |           | Website | Sarapui Produções Artísticas Ltda.       | |
| Biv 10 Records                           | Vereinigte Staaten                            |                        | Michael Bivins | 1992                | 2002                |           |         | Motown                                   | |
| Bizarre Leprous Production               | Tschechien                                    | Lanškroun              | Roman Poláček | 1996                |                     |           | Website |                                          | |
| Bizarre Records                          | Vereinigte Staaten                            |                        | Frank Zappa und Herb Cohen | 1968                | 1974                |           |         | Reprise Records                          | |
| Black Bards Entertainment                | Deutschland                                   | Gummersbach            | Dirk Zimmermann | 2004                | 2011                | LC 09251  |         |                                          | |
| Black Blood Records                      | Deutschland                                   | Großräschen            | Björn Schneider | 2006                |                     |           | Website |                                          | |
| Black Hen Music                          | Kanada                                        | Vancouver              | Steve Dawson | 1995                |                     | LC 16014  | Website |                                          | |
| Black Hole Recordings                    | Niederlande                                   | Breda                  | Arny Bink, Tijs Verwest (Tiësto) | 1997                |                     | LC 20404  | Website |                                          | |
| Black Ink Verlag                         | Deutschland                                   | Scheuring              | Nikolai Vogel und Kilian Fitzpatrick | 1993                |                     |           | Website |                                          | |
| Black Jack                               | Frankreich                                    | Aix-en-Provence        | Fab G. | 1998                |                     |           | Website |                                          | |
| Black Jazz Records                       | Vereinigte Staaten                            | Oakland                | Gene Russell und Dick Schoryl | 1969                | 1975                |           | Website |                                          | |
| Black Lion Records                       | Vereinigtes Königreich                        | London                 | Alan Bates | 1968                | erloschen           | LC 02940  |         |                                          | |
| Black Lion Records                       | Schweden                                      | Lycksele               | Oliver Dahlbäck | 2012                |                     |           | Website |                                          | |
| Black Lotus Records                      | Griechenland                                  | Ymittos                | Andreas Stasinopoulos, George Zacharopoulo | 1998                |                     |           | Website |                                          | |
| Black Mark Production                    | Schweden                                      | Bruzaholm              | Börje Forsberg | 1991                |                     | LC 06201  |         |                                          | |
| Black Market Activities                  | Vereinigte Staaten                            | Revere                 | Guy Kozowyk | 2003                |                     |           | Website |                                          | |
| Black Patti Records                      | Vereinigte Staaten                            | Chicago                | Mayo Williams | 1927                | 1927                |           |         |                                          | |
| Black Saint                              | Italien                                       | Rom                    | Giacomo Pelliciotti | 1975                |                     |           | Website | CAM                                      | |
| Black Swan Records                       | Vereinigte Staaten                            | New York City          | Harry Pace | 1921                | 1924                | LC 03967  | Website |                                          | |
| Black Top Records                        | Vereinigte Staaten                            | New Orleans            | Nauman S. Scot, Hammond Scott | 1981                | 2002                |           |         | Black Top Records Inc.                   | |
| Black Tower Productions                  | Schweiz                                       | Dallenwil              | | 2003                | 2014                |           | Website |                                          | |
| Black & White Records                    | Vereinigte Staaten                            | Los Angeles            | Les Schriber | 1943                | 1950er Jahre        |           | Website |                                          | Der Katalog wurde von Capitol Records übernommen |
| Blackened Recordings                     | Vereinigte Staaten                            | Los Angeles            | Metallica | 2012                |                     |           |         | Blackened Recordings Inc.                | |
| Blackground Records                      | Vereinigte Staaten                            |                        | Barry Hankerson und Jomo Hankerson | 1993                | Erloschen           |           |         | Blackground Records, LLC                 | |
| Blackhouse Records                       | Vereinigte Staaten                            | Coeur d’Alene          | Scott Rozell und Tony Shields | 2001                |                     |           | Website |                                          | |
| Blackout Records                         | Vereinigte Staaten                            | New York City          | Bill Wilson | 1988                |                     |           | Website |                                          | |
| Blacksmith Records                       | Deutschland                                   | Cottbus                | Christoph Körner, Timo Schwämmlein | 2010                | 2015                |           | Website |                                          | |
| Blanco y Negro Music                     | Spanien                                       | Barcelona              | Félix Buget | 1978                |                     | LC 08513  | Website |                                          | |
| Blast First                              | Vereinigtes Königreich                        | London                 | Paul Smith | 1984                |                     |           | Website | Mute Records                             | |
| Bliss Corporation                        | Italien                                       | Turin                  | Massimo Gabutti and Luciano Zucchet | 1992                |                     | LC 22131  | Website |                                          | |
| Blitz Vinyl                              | Deutschland                                   | Köln                   | Rick Ski, Daniel Sluga, Volkmar Lange, Robert Möller und Michael Bogdanis                                                                               | 1991                |                     |           |         | Robert Möller Musikproduktion und Verlag | |
| Block Entertainment                      | Vereinigte Staaten                            | Atlanta                | Russell „Block“ Spencer und Andrew „Gotti“ Couser Jody White Junior                                                                                     | 2005                |                     | LC 37280  |         | Capitol Music Group                      | |
| Blocks Recording Club                    | Kanada                                        | Toronto                | Steve Kado und Mark McLean | 2003                | 2015                |           | Website |                                          | |
| Block Starz Music                        | Vereinigte Staaten                            | Louisville             | Bayer Mack und Kai Denninger | 2008                |                     |           | Website |                                          | |
| Blonde Vinyl                             | Vereinigte Staaten                            | Rancho Santa Margarita | Michael Knott | 1990                | Anfang 1990er Jahre |           | Website |                                          | |
| Blood and Fire                           | Vereinigtes Königreich                        | Manchester             | Steve Barrow, Bob Harding, Mick Hucknall, Elliot Rashman, Andy Dodd                                                                                     | 1993                |                     |           | Website |                                          | |
| Blood and Ink Records                    | Vereinigte Staaten                            | Richmond               | David „Burrito“ Villalpando und Jamie Nester | 2002                |                     |           | Website |                                          | |
| Bloodline Records                        | Vereinigte Staaten                            | New York City          | Earl Simmons | 2000                |                     |           | Website | Ruff Ryders                              | |
| Bloodshot Records                        | Vereinigte Staaten                            | Chicago                | Nan Warshaw und Rob Miller | 1993                |                     |           | Website |                                          | |
| Bloody Fist Records                      | Australien                                    | Newcastle              | Aaron Lubinski, David Melo und Mark Newlands | 1994                |                     |           | Website |                                          | |
| Blow The Fuse Records                    | Kanada                                        | Montreal               | Jean-Christian Aubry, Gourmet Délice und Yanick Masse                                                                                                   | 2004                |                     |           | Website | Bonsound                                 | |
| Blue Amberol Records                     | Vereinigte Staaten                            | West Orange            | Thomas A. Edison, Inc. | 1912                | 1929                |           | Website | Thomas A. Edison, Inc.                   | |
| Blue Beat Records                        | Vereinigtes Königreich                        | London                 | Emil E. Shalit | 1960                | 1967                | LC 64795  |         | Melodisc Records                         | |
| Blue Cat Records                         | Vereinigtes Königreich                        | London                 | | 1968                | 1969                |           |         | Trojan Records                           | |
| Blue Dog Records                         | Vereinigtes Königreich                        | London                 | Nick Moore und Jeremy Ledlin | 1997                | Erloschen           |           |         | Universal Music Group                    | |
| Blue Goose Records                       | Vereinigte Staaten                            | New York City          | Nick Perls | Anfang 1970er Jahre |                     |           | Website |                                          | |
| Blue Horizon Records                     | Vereinigtes Königreich                        |                        | Mike Vernon | 1965                | 1971                |           |         |                                          | |
| Blue Leaf Music                          | Kanada                                        | Calgary                | Fraser Armstrong | 1999                | Erloschen           |           |         |                                          | |
| Blue Note Classic                        | Vereinigte Staaten                            | New York City          | | 1979                | 1981                |           |         | Blue Note Records                        | |
| Blue Note Records                        | Vereinigte Staaten                            | New York City          | Alfred Lion und Francis Wolff | 1939                |                     | LC 00133  | Website | Universal Music Group                    | |
| Blue Rock Records                        | Vereinigte Staaten                            |                        | | 1964                | 1969                | LC 37466  |         | Mercury Records                          | |
| Blue Room Released                       | Vereinigtes Königreich                        | London                 | Simon Ghahary | 1994                | 2002                |           | Website |                                          | |
| Blue Rose                                | Deutschland                                   | Untergruppenbach       | Edgar Heckmann | 1995                |                     | LC 04746  | Website | Massacre Records                         | |
| Blue Thumb Records                       | Vereinigte Staaten                            | New York City          | Bob Krasnow, Tommy LiPuma und Don Graham | 1968                | 1978                | LC 01228  | Website | Universal Music Group                    | |
| Bluebird Records                         | Vereinigte Staaten                            | New York City          | Eli Oberstein | 1932                |                     | LC 07915  | Website | RCA Victor                               | |
| Bluemoon Musix Productions               | Schweiz                                       | Jenaz                  | Chris Bluemoon | 2007                |                     |           | Website |                                          | |
| Bluesway                                 | Vereinigte Staaten                            | New York City          | Bob Thiele | 1966                | 1974                |           |         | ABC Records, Inc.                        | |
| Blues Beacon Records                     | Deutschland                                   | München                | Matthias Winckelmann und Horst Weber | 1971                |                     | LC 03124  | Website | Enja Records                             | |
| BlueSanct Records                        | Vereinigte Staaten                            | Bloomington            | Michael Anderson | 1996                |                     |           | Website |                                          | |
| Bluesville Records                       | Vereinigte Staaten                            |                        | | 1959                | 1966                |           | Website | Prestige Records                         | |
| Blunoise Records                         | Deutschland                                   | Troisdorf              | Guido Lucas | 1990er Jahre        |                     | LC 05575  | Website |                                          | |
| Blut & Eisen Productions                 | Deutschland                                   | Nordhausen             | Thorsten Holstein | 2001                |                     |           | Website |                                          | |
| BMC Records                              | Ungarn                                        | Budapest               | Budapest Music Center | 1998                |                     | LC 07503  | Website |                                          | |
| BME Recordings                           | Vereinigte Staaten                            | Atlanta                | Lil Jon | 2001                |                     |           |         | Warner Music Group                       | |
| BMG Heritage Records                     | Vereinigte Staaten                            |                        | | 2001                | 2005                |           |         |                                          | |
| BMG Music Canada                         | Kanada                                        | Toronto                | |                     |                     |           |         |                                          | |
| BMG                                      | Vereinigte Staaten                            | New York City          | Bertelsmann | 1987                | 2007                |           |         |                                          | Das Unternehmen wurde 2007 von Universal Music, einer Tochter des Vivendi Medienkonzerns, übernommen |
| BN Music                                 | Bosnien und Herzegowina                       | Bijeljina              | Ivan Todorović | 2003                |                     |           | Website |                                          | |
| BNA Records                              | Vereinigte Staaten                            | Nashville              | Boomer Castleman | 1991                | 1993                |           |         |                                          | Wurde 1993 an BMG verkauft |
| Boardwalk Entertainment Corporation      | Vereinigte Staaten                            |                        | Neil Bogart | 1980                |                     |           |         |                                          | |
| Boardwalk Entertainment Group            | Vereinigte Staaten                            |                        | Timothy Scott Bogart, Evan Bogart und Gary A. Randall                                                                                                   | 2011                |                     |           |         |                                          | |
| Boardwalk Records                        | Vereinigte Staaten                            |                        | Neil Bogart | 1980                |                     |           |         |                                          | |
| Bodog Music Europe                       | Deutschland                                   |                        | Jörg Hacker | 2006                |                     |           |         |                                          | |
| Body Head Entertainment                  | Vereinigte Staaten                            | Pensacola              | | 2004                |                     |           |         |                                          | |
| Bolero Records                           | Vereinigte Staaten                            | Tarzana                | Armik | 2002                |                     |           |         |                                          | |
| Bomp! Records                            | Vereinigte Staaten                            | Los Angeles            | Greg Shaw und Suzy Shaw | 1974                |                     |           |         |                                          | |
| Bond Age                                 | Frankreich                                    | Paris                  | François „Marsu“ Ooghe | 1986                | 2004                |           |         |                                          | |
| Boner Records                            | Vereinigte Staaten                            | Berkeley               | Tom Flynn |                     |                     |           |         |                                          | |
| Bong Load Custom Records                 | Vereinigte Staaten                            | Los Angeles            | Tom Rothrock, Rob Schnapf und Bradshaw Lambert | 1991                |                     |           |         |                                          | |
| Bonnier Amigo Music Group                | Schweden                                      |                        | | 2001                |                     |           |         |                                          | Das Label entstand 2001 aus einem Zusammenschluss der Plattenfirmen Amigo und Bonnier Music. Inzwischen heißt das Label Cosmos Music Group |
| Bonnier Gazell Music                     | Schweden                                      | Stockholm              | John Engelbrekt und Dag Häggqvist | 1949                |                     |           |         |                                          | |
| Bonsound Records                         | Kanada                                        | Montreal               | Jean-Christian Aubry, Gourmet Délice und Yanick Masse                                                                                                   | 2004                |                     |           |         |                                          | |
| Bonzai Records                           | Belgien                                       |                        | | 1992                |                     |           |         | Lightning Records                        | Die Firma Lightning Records meldete im März 2003 Konkurs an, woraufhin von früheren Mitarbeitern im Mai des gleichen Jahres die Firma Banshee Worx gegründet und Bonzai Records unter dem Namen Bonzai Music weitergeführt wurde.                                   |
| Boompa Records                           | Kanada                                        | Vancouver              | Rob Calder und Scott Walker. | 2003                |                     |           |         |                                          | |
| Boomtown Records                         | Australien                                    | Richmond (Victoria)    | Jaddan Comerford | 2002                |                     |           |         |                                          | |
| Bop Cassettes                            | Vereinigtes Königreich                        | Manchester             | | Ende 1980er Jahre   | Erloschen           |           |         |                                          | |
| Borderline Records                       | Vereinigte Staaten                            |                        | Bryant Clover | 1989                |                     |           |         | Atlantic Records 1992–1995               | |
| Boxholder Records                        | Vereinigte Staaten                            |                        | Lou Kannenstine | 1998                |                     |           |         |                                          | |
| Box-O-Plenty Records                     | Vereinigte Staaten                            | San Pedro              | Richard Derrick, | 2003                |                     |           |         |                                          | |
| Bozz Music                               | Deutschland                                   |                        | Azad Azadpour & Mokhtar Benbouazza | 2004 2016           | 2009                | LC 13793  |         |                                          | |
| BPitch Control                           | Deutschland                                   |                        | Ellen Allien | 1999                |                     | LC 11753  |         |                                          | |
| Bradley’s Records                        | Vereinigtes Königreich                        |                        | Derek Johns | 1973                |                     |           |         | ATV Music                                | |
| Brain                                    | Deutschland                                   |                        | Bruno Wendel, Günther Körber | 1972                |                     |           |         |                                          | |
| Brainfeeder                              | Vereinigte Staaten                            | Los Angeles            | Flying Lotus | 2008                |                     |           |         |                                          | |
| Brand New Entertainment                  | Israel                                        | Holon                  | Avi Brand | 1990                |                     |           |         |                                          | |
| Brando Records                           | Vereinigte Staaten                            |                        | | 2000                |                     |           |         | Adrenaline Music Group                   | |
| Brass Tacks Records                      | Vereinigte Staaten                            | New York City          | Street Dogs | 2003                | 2009                |           |         | DRT Entertainment                        | |
| Brassland                                | Vereinigte Staaten                            | New York City          | Alec Hanley Bemis, Aaron Dessner und Bryce Dessner | 2001                |                     |           |         |                                          | |
| Brave New World Records                  | Vereinigte Staaten                            | Nashville              | Mark Lee Townsend | 2004                |                     |           |         |                                          | |
| Breakbeat Kaos                           | Vereinigtes Königreich                        |                        | Fresh und Adam F. |                     |                     |           |         |                                          | |
| Breastfed Recordings                     | Vereinigtes Königreich                        |                        | Myles MacInnes | 2004                |                     |           |         |                                          | |
| Breezeway Records                        | Vereinigte Staaten                            | Charlottesville        | |                     |                     |           |         |                                          | |
| Bridge Nine Records                      | Vereinigte Staaten                            |                        | Chris Wrenn | 1995                |                     |           |         |                                          | |
| Bridge Records, Inc.                     | Vereinigte Staaten                            | New Rochelle           | David Starobin | 1981                |                     |           |         |                                          | |
| Bright Antenna                           | Vereinigte Staaten                            | Mill Valley            | | 2007                |                     |           |         |                                          | |
| Brille Records                           | Vereinigtes Königreich                        |                        | Leo Silverman | 2004                |                     |           |         |                                          | |
| Broadcast Twelve Records                 | Vereinigtes Königreich                        |                        | | 1928                | 1934                |           |         | Vocalion Records                         | |
| Broadmoor Records                        | Vereinigte Staaten                            | New Orleans            | Dave Bartholomew |                     |                     |           |         |                                          | |
| Broadway Records                         | Vereinigte Staaten                            |                        | Bridgeport Die and Machine Company | 1921                | 1935                |           |         |                                          | Wurde 1925 von den „New York Recording Laboratories“ (NYRL) übernommen. 1932 wurde Broadway durch den Multikonzern American Record Corporation übernommen. Kurz danach erwarb das neu gestartete Label Decca Records Broadway und führte das Label bis 1935 weiter. |
| Broken Records                           | Vereinigte Staaten                            |                        | | 1985                | 1991                |           |         | Maranatha! Music                         | |
| Broken Spine Productions                 | Deutschland                                   | Berlin                 | Aidan Baker, Leah Buckareff | 2010                |                     |           | Website |                                          | Selbstvertrieb |
| Broken Spoke Records                     | Vereinigte Staaten                            |                        | Royce Nunley | 1997                |                     |           |         |                                          | |
| Bronze Records                           | Vereinigtes Königreich                        |                        | Gerry Bron | 1971 2003           | 1986                |           |         |                                          | |
| Bronze Records (US-amerikanisches Label) | Vereinigte Staaten                            |                        | John Levy | 1939                |                     |           |         |                                          | |
| Broque                                   | Deutschland                                   |                        | Tend (Christian Kausch) und Granlab (Heiko Schwanz) | 2004                |                     |           |         |                                          | |
| Bros Records                             | Deutschland                                   |                        | |                     |                     |           |         | Sony Music Entertainment                 | |
| Brother Records                          | Vereinigte Staaten                            |                        | The Beach Boys | 1966                |                     |           |         |                                          | |
| Bruc Records                             | Vereinigte Staaten                            | Nashville              | Mike Curb | 1964                |                     |           |         |                                          | |
| Brunswick Records                        | Vereinigte Staaten                            |                        | Brunswick-Balke-Collender Company | 1916                |                     |           |         |                                          | |
| Brushfire Records                        | Vereinigte Staaten                            |                        | Jack Johnson und Emmett Malloy | 2002                |                     |           |         | Universal Music Group                    | |
| Brutal Bands                             | Vereinigte Staaten                            |                        | | 2002                |                     |           |         |                                          | |
| Brutal Panda Records                     | Vereinigte Staaten                            | Philadelphia           | | 2008                |                     |           |         |                                          | |
| Bruton Music                             | Vereinigtes Königreich                        |                        | Robin Phillips | 1977                |                     |           |         | Zomba Group                              | |
| BSC Music                                | Deutschland                                   |                        | Christoph Bühring-Uhle und Christian Stolberg | 1988                |                     |           |         |                                          | |
| BTNH Worldwide                           | Vereinigte Staaten                            | Cleveland              | Bone Thugs-n-Harmony | 2008                |                     |           |         |                                          | |
| Buback (Unternehmen)                     | Deutschland                                   |                        | Ale Dumbsky und Ted Gaier | 1987                |                     |           |         |                                          | |
| Buddah Records                           | Vereinigte Staaten                            |                        | Arthur Ripp, Hy Mizrahi, Phil Steinberg | 1964                | 1976                |           |         |                                          | |
| Buddyhead Records                        | Vereinigte Staaten                            | Hollywood              | Travis Keller | 1998                | 2016                |           |         |                                          | |
| Buena Vista Music Group                  | Vereinigte Staaten                            |                        | |                     |                     |           |         |                                          | |
| Bulb Records                             | Vereinigte Staaten                            | Adrian (Michigan)      | Peter Larson und James Magas | 1993                |                     |           |         |                                          | |
| Bullet Records                           | Vereinigte Staaten                            |                        | Jim Bulleit | 1946                | 1953                |           |         |                                          | |
| Bullet Tooth Records                     | Vereinigte Staaten                            |                        | Josh Grabelle | 2010                |                     |           |         |                                          | |
| Bumstead Records                         | Kanada                                        | Edmonton               | Larry Wanagas | 1979                |                     |           |         |                                          | |
| B-Unique Records                         | Vereinigtes Königreich                        |                        | Mark Lewis und Martin Toher | 2001                |                     |           |         |                                          | |
| Bungalo Records                          | Vereinigte Staaten                            |                        | Paul Ring | 2000                |                     |           |         |                                          | |
| Bunny Huang Records                      | Vereinigte Staaten                            | Bergen County          | | 2002                |                     |           |         |                                          | |
| Bureau B                                 | Deutschland                                   |                        | Gunther Buskies | 2005                |                     |           |         |                                          | |
| Burgundy Records                         | Vereinigte Staaten                            |                        | | 2006                | 2010                |           |         | Sony Music Entertainment                 | |
| Burger Records                           | Vereinigte Staaten                            | Fullerton              | Sean Bohrman und Lee Rickard | 2007                |                     |           |         |                                          | |
| Burning Heart Records                    | Schweden                                      |                        | Peter Ahlqvist | 1993                |                     |           |         |                                          | |
| Burnt Toast Vinyl                        | Vereinigte Staaten                            | Philadelphia           | Scott Hatch | 1996                |                     |           |         |                                          | |
| Bushiroad Music                          | Japan                                         | Tokio                  | Bushiroad | 2012                |                     |           | Website | Bushiroad                                | |
| Business Deal Records                    | Vereinigte Staaten                            | Austin                 | | 1988                |                     |           |         |                                          | |
| Busted Flat Records                      | Kanada                                        | Kitchener              | Mark Logan | 2002                |                     |           |         |                                          | |
| Busy Bee                                 | Vereinigte Staaten                            |                        | |                     | Erloschen           |           |         |                                          | |
| Butterfly Recordings                     | Vereinigte Staaten                            | Los Angeles            | A.J. Cervantes | 1977                | 1980                |           |         |                                          | |
| BYG Records                              | Frankreich                                    |                        | Fernand Boruso, Jean-Luc Young und Jean Georgakarakos                                                                                                   | 1967                | Anfang 1970er Jahre |           |         |                                          | |
| BYO Records                              | Vereinigte Staaten                            |                        | Shawn Stern und Mark Stern | 1982                |                     |           |         |                                          | |